# Septiem
Een septiem, ook septime (van Latijn: septimus, de zevende) is in de muziektheorie het interval in een diatonische toonladder tussen een eerste toon en de daarboven liggende zevende. Een septiem omvat zes toonafstanden, dat kunnen hele en halve toonafstanden zijn. De gebruikelijke grote septiem bijvoorbeeld bestaat uit vijf hele en een halve toonafstand. Het interval tussen bijvoorbeeld de tonen c en b is dus ook een septiem. Men zegt dat de b een septiem boven de c ligt. Daarnaast wordt ook de toon die in een diatonische toonladder op de zevende toontrap ligt, de septiem genoemd. Zo is de b de septiem in de toonladder van c. Ook wordt de tweeklank die bestaat uit twee tonen die een septiem uit elkaar liggen, als septiem aangeduid. De tweeklank c-b is een septiem, of de tonen c en b vormen een septiem.

## Varianten
Septiemen worden nog onderscheiden in grote, kleine, verminderde en overmatige septiemen.

### Grote septiem
Een grote septiem is opgebouwd uit vijf hele en een halve toonafstand. Men duidt een grote septiem wel afgekort aan met M7.
- Voorbeeld: Het interval tussen c' en b' is een grote septiem

### Kleine septiem
Een kleine septiem is opgebouwd uit vier hele en twee halve toonafstanden. Men duidt een kleine septiem wel afgekort aan met m7. Ze is (enharmonisch gelijk aan de overmatige sext).
- Voorbeeld: Het interval tussen c' en bes' is een kleine septiem

### Verminderde septiem
Een septiem die bestaat uit drie hele en drie halve toonafstanden, heet een verminderde septiem. Ze is enharmonisch gelijk aan de grote sext
- Voorbeeld: Het interval tussen cis' en bes' is verminderde septiem

### Overmatige septiem
Een septiem die bestaat uit zes hele toonafstanden, heet een overmatige septiem. Ze is enharmonisch gelijk aan een rein octaaf.
- Voorbeeld: Het interval tussen c' en bis' is een overmatige septiem

## Septiem in de reine stemming
De harmonische septiem, enharmonisch gelijk aan de overmatige sext, is de toon die precies 7/4 keer zo hoog is als de grondtoon. Uitgedrukt in cents bedraagt deze toonafstand 968,83. Deze toon komt niet voor in de gebruikelijke westerse toonschaal. De grote sext in de gelijkzwevende stemming is 900 en is onrein (niet consonant) met de grondtoon, de kleine septiem is 1000 en ook onrein. De harmonische septiem valt tussen de gelijkzwevende grote sext en de gelijkzwevende kleine septiem. De harmonische septiem is een van de zeven noten uit de septimalenreeks, en de 6e boventoon uit de harmonische boventoonreeks.
De reine grote septiem is de toon die precies 15/8 keer zo hoog is als de grondtoon. Uitgedrukt in cents bedraagt deze toonafstand 1088,27.
De reine kleine septiem is de toon die precies 9/5 keer zo hoog is als de grondtoon. Uitgedrukt in cents bedraagt deze toonafstand 1017,60.